# Brandenburger Biennale
Die Brandenburger Biennale ist ein zweijährlich ausgerichteter internationaler Kompositionswettbewerb für zeitgenössische Orchestermusik in Zusammenarbeit mit den Brandenburger Symphonikern in Brandenburg an der Havel. Träger des Wettbewerbs ist der Förderverein Brandenburger Symphoniker e.V. unter der Vorsitzenden Andrea-Carola Güntsch. Seit 2004 wurden acht Biennalen durchgeführt und zahlreiche Preise an internationale Komponisten vergeben.

## Historie

### 8. Biennale (2024)
Die 8. Biennale zählte  232 internationale Bewerbungen. Das Uraufführungskonzert wird in der Spielzeit 2025/26 im Theater Brandenburg stattfinden:
- Stefan Beyer (* 1981): Neues Werk (2025) für Orchester (Uraufführung)
- Artur Akshelyan: "Three Pieces for Orchestra"

Preise
- Komponistenpreis: Stefan Beyer
- da capo-Preis: Artur Akshelyan

Jury
- Marko Nikodijević (Hamburg/Belgrad/Rom)
- Gabriel Teschner (Composer Manager & Repertoire Manager Boosey & Hawkes / Sikorski Musikverlage)
- Errico Fresis (Dirigent, Professor an der Universität der Künste Berlin)
- Andreas Spering (Chefdirigent der Brandenburger Symphoniker)
- Markus Rindt (Intendant der Dresdner Sinfoniker)

### 7. Biennale (2016)
Das Uraufführungskonzert fand statt am 2. Juli 2023 im Brandenburger Theater. Unter der Leitung des Dirigenten Michael Ellis Ingram musizierten die Brandenburger Symphoniker die ausgezeichneten Werke:
- Pasquale Corrado: "Dal mare il canto" (Uraufführung) Auftragskomposition (gefördert mit Projektmitteln des Ministerium für Wissenschaft, Forschung und Kultur des Landes Brandenburg)
- Pablo Galaz Salamanca: "geometria elemental" (Uraufführung)

Preise
- Komponistenpreis: Pasquale Corrado (Milano)
- Da Capo Preis: Pablo Galaz (Chile)

Jury
- Javier Torres Maldonado (Komponist; Milano)
- Nuria Nuñez-Hierro (Komponistin; Berlin)
- Boudewijn Cox (Komponist; Antwerpen)
- Andreas Preißer (Konzertmeister der Brandenburger Symphoniker)
- Markus Rindt (Intendant der Dresdner Sinfoniker)

### 6. Biennale (2014)
Das Uraufführungskonzert fand statt am 12. März 2016 im Großen Saal des Brandenburger Theaters.
- Jesper Nordin (* 1971): "Ärr" (2014)[7]

Preise
- Jesper Nordin (Schweden)
- Britta Byström (Schweden)
- Sakiko Kosaka (Japan)
- Markus Lehmann-Horn (München)

Jury
- Juliana Hodkinson (Kopenhagen/Berlin)
- Kalevi Aho (Helsinki)
- Gianluigi Mattietti (Mailand)
- Michael Helmrath (GMD)
- Markus Rindt (Intendant der Dresdner Sinfoniker)

### 5. Biennale (2012)
Die 5. Biennale zählte 245 Bewerbungen aus 38 Ländern. Das Uraufführungskonzert fand statt am 13. Oktober 2013 im Großen Saal des Brandenburger Theaters. Unter der Leitung des Dirigenten Michael Helmrath musizierten die Brandenburger Symphoniker folgende Werke:
- Ying Wang: "Unermüdlich strömend, nahezu transparent" (2013) für Orchester – 15 min (Uraufführung)[8] (Besetzung: 3.3.3.3./4.3.3.1./ 3perc. timp./ 10.8.5.4.3)
  - Eine weitere Aufführung des Werks fand als Radioproduktion am 8. April 2021 mit dem ORF Radio-Symphonieorchester Wien unter der Leitung der Dirigentin Marin Alsop statt.

Preise
- Ying Wang (Köln)
- Da capo: Javier Torres Maldonado (Mailand)

Jury
- Iris ter Schiphorst (Berlin)
- Vittorio Zago (Mailand)
- Carsten Hennig (Dresden)
- Michael Helmrath (GMD)
- Markus Rindt (Intendant der Dresdner Sinfoniker)

### 4. Biennale (2010)
Preise
- Carsten Hennig (Dresden)[9]
- Valery Voronov (Köln)
- Aleksandra Zabegaeva (Nürnberg)
- Jeffrey Ryan (Vancouver)

Jury
- Giya Kancheli (Sakharthwelo; Belgien)
- Boudewijn Cox (Belgien)
- Andrea Pestalozza (Milano)
- Michael Helmrath (GMD)
- Markus Rindt (Intendant der Dresdner Sinfoniker)

### 3. Biennale (2008)
Das Uraufführungskonzert fand statt am 12. September 2009 im Industriemuseum Brandenburg an der Havel. Unter der Leitung des Dirigenten Michael Helmrath führten die Brandenburger Symphoniker folgende Werke auf:
- Marko Nikodijevic (* 1980): "cvetić, kućica ... / la lugubre gondola" (2009) – 17 min (Uraufführung)[11] (Besetzung: 3 flutes, 2 oboes, 2 clarinets, 2 bassoons, 2 horns, 2 trumpets, 2 trombones, tuba, 3 percussionists, piano, harp, 8 violins, 6 second violins, 4 violas, 4 cellos, 3 double basses)

Preise
- Marko Nikodijević (Serbien; Stuttgart)[12]
- Peter Helmut Lang (Weimar)

Jury
- Torsten Rasch (Berlin)
- Johannes K. Hildebrandt (Weimar; Netzwerk Neue Musik)
- Moritz Eggert (München)
- Michael Helmrath (GMD)
- Markus Rindt (Intendant der Dresdner Sinfoniker)

### 2. Biennale (2006)
Das Uraufführungskonzert fand statt am 9. September 2007 in Brandenburg an der Havel. Unter der Leitung des Dirigenten Michael Helmrath führten die Brandenburger Symphoniker folgende Werke auf:
- Ondřej Adámek (* 1979): Dusty Rusty Hush (2006–2007) – 22 min (Besetzung: 3.3.3.3 – 4.3.3.1 – 4 Sz, Hf, Streicher)[13]
  - Das Werk wurde 2010 außerdem mit dem Grand Prix Alexandre Tansman ausgezeichnet.[14] Ein Aufführung des Werks durch das Sinfonieorchester der Nationalphilharmonie Warschau unter der Leitung des Dirigten Reinbert de Leeuw ist auf YouTube veröffentlicht.[15]

Preise
- Ondřej Adámek (Prag/Paris)
- Vittorio Zago (Milano)

Jury
- Georg Katzer (Berlin)
- Jörn Arnecke (Hamburg; Weimar)
- Volker Hahn (Dresden)
- Michael Helmrath (GMD)
- Markus Rindt (Intendant der Dresdner Sinfoniker)

### 1. Biennale (2004)
Preise
- Chihchun Chi-Sun Lee (Taiwan; USA)
- Moritz Eggert (München)
- Burton Goldstein (USA)

Jury
- Karl Heinz Wahren (GEMA)
- Gerald Humel (Berlin)
- Christian Kneisel (Intendant des Theaters Brandenburg)
- Michael Helmrath (GMD)
- Markus Rindt (Intendant der Dresdner Sinfoniker)